# Cistercian Studies Quarterly
Cistercian Studies Quarterly (CSQ) ist der Titel einer vom Zisterzienserorden der strengeren Observanz (Trappisten) herausgegebenen Zeitschrift. Sie wurde 1966 in den USA als englischsprachiger Ableger der vorwiegend französischen Collectanea Cisterciensia gegründet. 
Nach ihrer Herauslösung aus den Collectanea und ihrer Gründung im Herbst, erschienen für das Jahr 1966 nur noch zwei der üblicherweise vier Ausgaben der Cistercian Studies Quarterly. Bis 1991 trug die Zeitschrift außerdem den kürzeren Titel „Cistercian Studies“, welcher jedoch aufgrund von Namensstreitigkeiten mit der Publikationsreihe Cistercian studies series des Verlags Cistercian Publications abgeändert wurde. Die Herausgeberschaft der Cistercian Studies Quarterly wechselte über die Jahre des Öfteren: Zuerst fungierte bis 1981 die Abtei Caldey in Wales als Herausgeber, seither kommen verschiedene Trappistenklöster in den USA dieser Funktion nach. In der Anfangszeit war die Zeitschrift vor allem ein innermonastisches Forum, später und verstärkt seit den 1990er Jahren kamen auch universitäre und freie Wissenschaftler als Autoren und Leser hinzu. Der thematische Rahmen umspannt die Geschichte der christlich-monastischen Spiritualität von ihren Anfängen in der Wüste bis in die Gegenwart. Des Weiteren finden sich Beiträge zu aktuellen Thematiken sowie Buchrezensionen in der Zeitschrift. 